# Língua cholti
A língua cholti (ch'olti') é uma língua morta da família das línguas maias que era falada na região Manche na Guatemala oriental. É conhecida a partir de um único manuscrito escrito entre 1685 e 1695 inicialmente estudado por Daniel Garrison Brinton. O cholti pertence ao ramo cholano das línguas maias e está intimamente relacionado com o maia chontal e em particular com o chorti. A língua cholti tornou-se alvo de particular interesse para o estudo dos hieroglifos maias uma vez que parece que a maioria dos textos glíficos se encontram redigidos numa variedade antiga de cholti chamada choltiano clássico pelos epigrafistas, e que se crê ter sido um dialecto de prestígio por toda a região maia durante o período clássico.

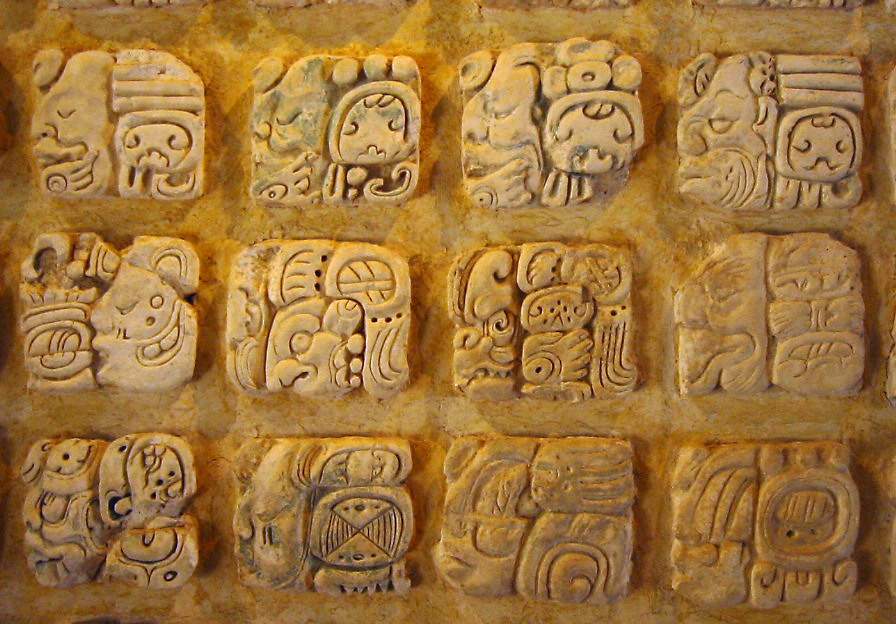
Parte de inscrição em Palenque